# Heey!/Dei colori
Heey!/Dei colori è un singolo del gruppo rap italiano Otierre, il secondo estratto dall'album Quel sapore particolare e pubblicato nel 1994.

## Le canzoni
La canzone Heey!, qui presentata in due versioni (entrambe prodotte da Esa e Vez), è un inedito, ed è rappata rispettivamente da Azza e La Pina (prima strofa), Polare e La Pina (seconda strofa) e da Esa (terza strofa e ritornelli).
La canzone Dei colori, invece, è la nona traccia dell'album. È presente in due versioni, sempre prodotte da Esa e Vez, ed è rappata rispettivamente da Polare, Tohr, Esa, Azza, Tormento (fratello di Esa, qui presente come ospite) e Limite.

## Tracce
CD (CVX 660984 2)
1. Heey! (radio) – 3:43
2. Heey! (club) – 3:43
3. Heey! (strumentale) – 3:43
4. Dei colori (remix) – 3:35
5. Dei colori – 5:50
6. Dei colori (remix strumentale) – 3:35
7. Dei colori (bonus beat) – 1:01

12", 12" promo (CVX 013)
- lato A

1. Heey! (radio) – 3:43
2. Heey! (club) – 3:43
3. Heey! (strumentale) – 3:43

- lato B

1. Dei colori (remix) – 3:35
2. Dei colori – 5:50
3. Dei colori (remix strumentale) – 3:35
4. Dei colori (bonus beat) – 1:01

## Copertina
La copertina, realizzata da Nicola Peressoni, meglio conosciuto come Speaker Dee Mo', rappresenta il gruppo in posa all'aperto, con dei riquadri disegnati che ne delineano il viso o anche parte del corpo. Il logo del gruppo, di colore arancione, è posizionato in alto a destra, mentre sul lato sinistro della copertina è scritto in verticale il nome del primo brano, mentre in basso e con caratteri decisamente più piccoli è scritto il nome del secondo.